# Pic de Lantau
Le pic de Lantau (anglais : Lantau Peak), également appelé Fung Wong Shan (chinois simplifié : 凤凰山 ; chinois traditionnel : 鳳凰山 ; pinyin : Fènghuáng Shān, littéralement « montagne du Phœnix »), est le deuxième plus haut sommet de Hong Kong et le point culminant de l'île de Lantau, avec une altitude de 934 mètres. Le pic est un des lieux de randonnée les plus populaires de Hong Kong et peut être atteint par le Lantau Trail.